# ReclameArsenaal
ReclameArsenaal is een stichting die tot doel heeft het erfgoed van de Nederlandse reclame te behouden en beheren.
De verzameling van het ReclameArsenaal is vanaf circa 1975 bijeengebracht door diverse reclamemensen en door enkele particuliere verzamelaars en omvat zo’n 30.000 reclame-uitingen vanaf circa 1850.
Stichting het ReclameArsenaal is een belangrijke bruikleengever van Design Museum Dedel in Den Haag.

## IADDB
De objecten in bezit van en in bruikleen bij het ReclameArsenaal zijn te vinden op de website van de IADDB. Op deze site staan beschrijvingen en beelden van ruim 100.000 items. Het betreft vooral affiches en klein drukwerk. Daarnaast zijn er advertenties, bioscoopdia’s, radio- en tv-commercials, verpakkingen en varia zoals emaillen borden. Het leeuwendeel van de objecten is afkomstig uit de collectie van het ReclameArsenaal. 
De database bevat ook de historische collectie JC Decaux (voorheen Publex BV), de affichecollectie van De Koninklijke Academie van Beeldende Kunsten in Den Haag en de affichecollectie van de gemeente Roermond. Deze drie collecties zijn in langdurig bruikleen bij het ReclameArsenaal.